# Lamazière-Haute
Lamazière-Haute település Franciaországban, Corrèze megyében. Lakosainak száma 66 fő (2022. január 1.). Lamazière-Haute Aix, Couffy-sur-Sarsonne, Eygurande, Saint-Martial-le-Vieux és Saint-Oradoux-de-Chirouze községekkel határos.

## Népesség
A település népességének változása:
| Lakosok száma | 126  | 93   | 82   | 74   | 65   | 65   | 67   | 67   | 68   | 66   |
|               | 1968 | 1982 | 1990 | 2006 | 2013 | 2015 | 2017 | 2019 | 2020 | 2022 |